# Kacaribu
Kacaribu is een bestuurslaag in het regentschap Karo van de provincie Noord-Sumatra, Indonesië. Kacaribu telt 1558 inwoners (volkstelling 2010).